# Ponthoile
Ponthoile – miejscowość i gmina we Francji, w regionie Hauts-de-France, w departamencie Somma.
Według danych na rok 2011 gminę zamieszkiwało 617 osób, a gęstość zaludnienia wynosiła 32 osoby/km² (wśród 2293 gmin Pikardii Ponthoile plasuje się na 535. miejscu pod względem liczby ludności, natomiast pod względem powierzchni na miejscu 99.).